# Robert Lawder
Robert Lawder (auch Lauder oder de Lawedre) († nach 1466) war ein schottischer Geistlicher. Von 1447 bis 1466 war er Bischof von Dunblane.

## Herkunft und Aufstieg zum Bischof
Robert Lawder entstammte einer Familie, die vermutlich mit William de Lawder, Lord of Hatton verwandt war. Der Familie entstammten im 15. Jahrhundert mit George, Bischof von Argyll, Alexander Lauder, Bischof von Dunkeld,  Thomas Lauder, Bischof von Dunkeld und dessen Onkel William, Bischof von Glasgow  mehrere schottische Prälaten. Robert Lawder hatte studiert und einen Abschluss als Magister und als Bachelor des Kanonischen Rechts erlangt. Vor 1446 war er als Kanoniker an der Kathedrale von Glasgow geworden. Dann wurde er in einen Streit um die Besetzung des Vikariats von Selkirk in der Diözese Glasgow verwickelt, das er für sich beanspruchte. Neben seiner Pfründe an Glasgow erhielt er noch eine kleine Pension aus den Einkünften der Pfarrei Barlanark bei Glasgow, doch im Vergleich zu anderen Geistlichen seiner Zeit war er kein übermäßiger Pluralist. Wegen des Streits um Selkirk reiste Lawder zur Kurie nach Rom, wo er am 27. Oktober 1447 zum Bischof der Diözese Dunblane ernannt wurde. Zuvor hatte das Kathedralkapitel Walter Stewart, einen Enkel von König Robert III. und Archidiakon von Dunblane, zum Bischof gewählt, doch Papst Nikolaus V. hatte auf Wunsch von König Jakob II. diese Wahl verworfen. Am 13. November 1447 erklärte sich Lawder einverstanden, für seine Weihe eine Gebühr von 800 Goldflorin zu zahlen, dazu diente er als Vertreter für John Raulston, den neuen Bischof von Dunkeld, und für William Turnbull, den nach Glasgow versetzten bisherigen Bischof von Dunkeld, und stimmte deren Gebühren für ihre neuen Ämter zu. Am 30. Oktober 1447 erteilte der Papst dann Lawder das Privileg, bis zu 60 Kandidaten des Königs in den Kathedralen und Kollegiatstiften Schottlands als Kanoniker einzusetzen, was einen massiven Eingriff der Krone auf die Freiheit der Kirche darstellte. Diese Regelung führte zu scharfen Protesten der schottischen Bischöfe, und aus ungeklärten Gründen entzog der Papst 1450 Lawder das Recht, die Kandidaten einzusetzen, und vergab es an Thomas Spens, Bischof von Whithorn. In Rom hatte Lawder am 16. November 1447 noch weitere Privilegien erhalten, so durfte er 25 Ehepaaren, die nach kirchlichem Recht zu nahe miteinander verwandt waren, einen Dispens erteilen, und 25 unehelich geborenen Geistlichen einen Dispens erteilen, nach dem sie bis zu zwei Benefizien besitzen durften. Mit diesen Privilegien konnte er in Schottland beachtliche Gebühren kassieren. Vor 1448 wurde er dann zum Bischof geweiht. Noch 1451 hatte Lawder aber noch nicht die 800 Goldflorin vollständig bezahlt, die er der Kurie versprochen hatte.

## Tätigkeit als Bischof
Da auch aus Lawders Amtszeit als Bischof kaum Urkunden erhalten sind, ist über seine Tätigkeit als Geistlicher nur wenig bekannt. Unter anderem sollte er mehrmals im Auftrag der Kurie Konflikte zwischen schottischen Geistlichen lösen oder Ernennungen bestätigen. Seine politischen Aktivitäten sind besser überliefert. Im August, Oktober und November 1449 gehörte er jeweils schottischen Gesandtschaften an, die zum englischen König Heinrich VI. reisten, wahrscheinlich um nach dem Grenzkrieg von 1448 Friedensverhandlungen zu führen. Die Verhandlungen führten aber zu keinen Ergebnissen, so dass Lawder 1452 als Mitglied einer weiteren Gesandtschaft nach England reiste. Zwischen 1450 und 1460 nahm er regelmäßig an den schottischen Parlamenten teil. Wohl aufgrund seines Alters verzichtete er 1466 auf sein Bischofsamt, was die Kurie am 12. September 1466 bestätigte. Ihm wurde eine jährliche Pension von 300 Goldflorin aus den Einkünften der Diözese zugestanden, doch sein Todesjahr ist unbekannt.